# Alfredo Cristiani Burkard
Alfredo Cristiani Burkard (San Salvador, 22 de novembre de 1947) fou president del Salvador entre l'1 de juny de 1989 i l'1 de juny de 1994.
Pertanyent a una rica família latifundista, productora de cafè, va ser educat en escoles religioses d'El Salvador, per a més tard graduar-se en Ciències de l'Administració a la Universitat de Georgetown, a Washington DC, als Estats Units. Després va tornar al Salvador per a dedicar-se als negocis de la família, que incloïen també empreses farmacèutiques i cotoneres. Es va casar amb Margarita Llach, amb la qual va tenir tres fills.
A principis de la dècada de 1980 es va implicar en el partit utltradretà Alianza Republicana Nacionalista (ARENA), fundat per l'oficial d'intel·ligència militar Roberto D'Aubuisson. El 1985 D'Aubuisson va deixar el seu càrrec a ARENA després de perdre les eleccions enfront de José Napoleón Duarte i Cristiani agafa el comandament del partit.
En les eleccions locals de 1988 ARENA va assolir més del 80% dels vots i en les del Congrés va arribar 31 escons de 60 possibles. Al maig ARENA va triar Alfredo Cristiani com candidat a presidencial i el 18 de març de 1989 va ser elegit president de la nació amb el 53,8% dels vots.
Enmig dels violents atacs d'ambdues parts implicades amb implicacions regionals, presidents dels països centreamericans es van reunir a Tela, Hondures, per parlar del conflicte armat. Arran d'aquesta cimera, es va instar l'FMLN a convocar un alto el foc tal com consta en el document d'Esquipulas II. Mentrestant, a El Salvador, les comissions per al diàleg de pau intentaven trobar una solució pacífica al conflicte. El 13 de setembre de 1989 es va celebrar un diàleg a Mèxic que va donar lloc a l'"Acord de Mèxic", la primera proposta formal per negociar el final de la guerra. Un mes més tard, es va celebrar una nova reunió entre el Govern i el FMLN a Moravia, Costa Rica per continuar les negociacions, que van fracassar, i la guerrilla va llençar la seva campanya més important, l'Ofensiva Hasta el Tope y Punto… ¡Febe Elizabeth Vive!.
El novembre de 1989 l'exèrcit va intensificar la seva lluita contra les guerrilles del FMLN i el 16 de novembre va assassinar 6 sacerdots jesuïtes i dos de les seves ajudants a la Universitat Centroamericana José Simeón Cañas (UCA). Entre aquests sacerdots estava el rector Ignacio Ellacuría Beascoechea, destacat teòleg de l'alliberament i participant de les converses de pau amb el FMLN. Aquest crim va generar grans protestes en tot el món en contra de Cristiani, que va intentar apaivagar-les prometent dur als responsables davant la justícia. Es va crear una comissió que va acabar el gener de 1990 amb l'arrest de 9 membres de l'exèrcit (4 oficials, 3 oficials no comissionats i 2 soldats).
La invasió de Panamà del 20 de desembre de 1989 i la derrota electoral dels Sandinistes a les eleccions generals de Nicaragua de 1990 van impulsar una nova ronda de negociació entre l'FMLN i el govern l'abril de 1990 a Ginebra amb la mediació de la ONU, que va seguir de nous combats el novembre amb la ofensiva Castigo a la Fuerza Armada antidemocrática. Els darerrs combats van tenir lloc al volcà Guazapa el desembre de 1991, i la guerra va acabar amb els Acords de Chapultepec el 16 de gener de 1992.
Les eleccions presidencials de 1994 són guanyades pel seu partit, ARENA, i el seu candidat, Armando Calderón Sol, puja al poder l'1 de juny de 1994.